# のぞき屋
『のぞき屋』（のぞきや）は山本英夫による漫画作品。小学館刊「ヤングサンデー」により掲載された作品である。実写映画化しており、テレビ東京系列で2007年にドラマ化している。また、2008年にVシネマも制作されている。なお、本項では『新・のぞき屋』についても説明する。

## 概要
屈折した社会を創っているのは、個人のゆがんだ欲望である。
主人公・見（ケン）の職業は依頼を受ければどんな人間の生活も覗き、ターゲットの心の中も覗いてしまうプロの“のぞき屋”。新人のスマイル、イルカ並の聴覚を持つ聴（チョウ）と探偵稼業を営んでいる。見（ケン）を通して、依頼された調査にからむ様々な事件や人間模様を描いて行く。

## 登場人物
見（ケン）
主人公。幾多の事件を、その眼で覗いてきた「のぞき」のプロ。盗聴やピッキングなど、裏社会のあらゆる技術にも精通している。左眼は序盤ではブ厚いコンタクトレンズで濁っていると言っているが実は義眼。その眼で「心の奥」まで覗き込む。
高見沢レイカ
有名進学校に通う高校2年生。成績も学年トップ3に入るほどの秀才だが、影では売春斡旋の元締めをする冷めた一面も持つ。
父親から歪んだ愛情を受け、当初は父親が「のぞき屋」に素行調査を依頼していた「対象者」であったが、見(ケン)らのぞき屋メンバーに救われた事をきっかけに「のぞき屋」のメンバーとなる。
スマイル
“のぞき屋”見習い。『探偵物語』の工藤ちゃんに憧れて「のぞき」の世界に飛び込んだ。仕事は未熟だが、熱いハートで難事件に挑む見（ケン）の右腕的な存在。普段は粋がっているが、実は奥手なチェリーボーイ。
聴（チョウ）
イルカ並みの聴力を持つ探偵のスペシャリスト。興信所での豊富な経験を活かして“のぞき屋”の危機を救う。昔気質で警察との関係も深く、若きメンバーたちの頼れる人生の先輩。
ハスキー
のぞき屋で飼われている犬。

## テレビドラマ
2007年4月2日から7月2日にかけてテレビ東京で放送。

### キャスト

#### レギュラー
- 見（ケン）：伊﨑右典（FLAME）少年時代：川本稜
- 高見沢レイカ：秋山莉奈
- スマイル：黒田耕平
- 小野田リン：倉内沙莉
- 聴（チョウ）：渡辺哲

#### ゲスト
1話-3話
- 松原ユウキ：折原みか
- レイカの父：草見潤平
- レイカの母：安室満樹子
- 持田茜
- 日比野夕希
- @YOU
- 速水今日子
- 佐藤王宝

4話-6話
- 樋口奈美：みひろ
- 山崎治：野村たかし
- 奈美のマネージャー：坪内守
- 片岡裕介：金倉浩裕
- 鳴海健太：大村波彦
- テレビ局プロデューサー金子：高土新太郎
- 持田茜
- 日比野夕希
- 水田芙美子
- 丸居沙矢香
- 佐藤りえ

7話-9話
- 屈強：松田優
- 濱中学：松本公成
- 鈴木政美：奏谷ひろみ
- 野神容子：糸矢めい
- 西沢利明
- 中沢青六
- 山崎海童
- 星野姫
- 月川早来
- 平松アンリ

10話-12話
- 塩崎誠人：沼田爆
- 寺門雅史：諏訪太朗
- 寺門武士：柳下大(D-BOYS)
- 相沢早苗：浅木一華

### サブタイトル
1. 因縁の周波数
2. 売春の周波数
3. 圏外の周波数
4. 妄想の周波数
5. 背徳の周波数
6. 偶像の周波数
7. 盗聴の周波数
8. 脅迫の周波数
9. 対決の周波数
10. 失踪の周波数
11. 追憶の周波数
12. 眼球の周波数
13. 再生の周波数

### ネット局
| 地域       | 放送局                     | 系列           | 放送期間              | 放送曜日と時間          | 放送日の遅れ |
| ---------- | -------------------------- | -------------- | --------------------- | ----------------------- | ------------ |
| 関東広域圏 | テレビ東京（TX）【製作局】 | テレビ東京系列 | 2007年4月2日～7月2日  | 月曜 26時00分～26時30分 | —            |
| 福岡県     | TVQ九州放送（TVQ）         | テレビ東京系列 | 2007年7月9日～10月1日 | 月曜 25時23分～25時53分 | 約3ヶ月遅れ  |

### スタッフ
- 脚本：村川康敏・山本清史
- 監督：山本清史
- 音楽：佐藤悠輔 (音楽家)

### 主題歌
- エンディングテーマ：FLAME「スリル」(作詞:齋藤博美、作編曲:齋藤真也)
- 挿入歌（4話～6話）：みひろ「大きなモノ小さなモノ」

| テレビ東京 月曜日夜26時枠 | テレビ東京 月曜日夜26時枠 | テレビ東京 月曜日夜26時枠 |
| 前番組                    | 番組名                    | 次番組                    |
| ------------------------- | ------------------------- | ------------------------- |
| しにがみのバラッド。      | のぞき屋                  | 恋愛診断                  |

## 映画
『のぞき屋 NOZOKIYA』は、1995年05月13日から東映系列にて劇場公開した日本映画。

### キャスト
- 陣内孝則
- 瀬戸朝香
- 松岡俊介
- 村上淳
- 尾美としのり
- 山口美也子
- 田口トモロヲ

### スタッフ
- 監督：富岡忠文
- 助監督：鳥井邦男
- プロデューサー： 結城良煕 松井俊之
- 企画： 黒澤満
- 原作： 山本英夫
- 脚色： 丸山昇一
- 撮影： 仙元誠三
- 美術： 徳田博
- 編集： 菊池純一
- 音楽： クライズラー&カンパニー

## オリジナルビデオ
- 新のぞき屋　援助交際（エンコー）のぞきます（1998年）
- 新のぞき屋　盗聴尾行（ストーカー）のぞきます（1998年）

### キャスト
- レイカ - 三輪明日美
- ケン - 井筒森介
- 聴 - モロ師岡
- スマイル - やべきょうすけ

### スタッフ
- 原作：山本英夫
- 監督：横井健司
- 脚本：大久保政男
- 撮影: 佐野哲郎
- 制作協力：スコルピオン
- 制作：ウッドオフィス
- 発売・販売元：バンダイビジュアル